# 1992年アルベールビルオリンピックのオランダ選手団
1992年アルベールビルオリンピックのオランダ選手団（1992ねんアルベールビルオリンピックのオランダせんしゅだん）は、1992年2月8日から2月23日までフランスのサヴォワ県アルベールヴィルで開催された1992年アルベールビルオリンピックのオランダ選手団、およびその競技結果。

## 概要
今大会は金メダル1個、銀メダル1個、銅メダル3個の計4個のメダルを獲得した。

## メダル
| メダル | 選手名                 | 競技             | 種目       |
| ------ | ---------------------- | ---------------- | ---------- |
| 金     | バート・フェルトカンプ | スピードスケート | 男子10000m |
| 銀     | ファルコ・ザンストラ   | スピードスケート | 男子5000m  |
| 銅     | レオ・フィセル         | スピードスケート | 男子1500m  |
| 銅     | レオ・フィセル         | スピードスケート | 男子5000m  |